# Прапор Сімеїза
Прапор Сімеїза затверджено рішенням № 5 7 червня 2007 рішенням Сімеїзької селищної ради Ялтинської міської ради АР Крим.

## Опис
Прямокутне полотнище із співвідношенням сторін 2:3 складається з червоної, синьої, хвилястих білої, синьої, білої і синьої горизонтальних смуг у співвідношенні 33:48:2:2:2:13. У верхній смузі дві білі перехрещені шпаги вістрями догори, над якими біла восьмипроменева зірка. У другій смузі стилізовані білі гора Кішка і скеля Діва, над якими угорі біла чотирьохпроменева зірка.